# آزمون آلن

شریان‌های دست

آزمون آلن (به انگلیسی: Allen test) در پزشکی به روشی سریع برای درک میزان خون رادیال در بیمار گفته شده و بهترین تست پیش از انجام نمونه‌گیری در سنجش گاز خونی است.
برای انجام این آزمون در حالی که دست بیمار به طرف بالا قرار گرفته از وی می‌خواهیم چند بار دست خود را باز و بسته و سپس به صورت مشت شده نگه دارد. در حالی‌که با دو انگشت روی مسیر شریان رادیال و اولنار بیمار را فشار می‌دهیم از بیمار می‌خواهیم که مشت خود را باز کند و بلافاصله انگشت خود را از روی شریان اولنار بر می‌داریم، در صورتی که کف دست در عرض ۱۵ ثانیه یا کمتر پر خون و از حالت رنگ پریدگی خارج شود تست آلن را مثبت تلقی نموده و از شریان رادیال نمونه‌گیری گازومتری انجام می‌دهیم و مثبت بودن تست را در پرونده بیمار ثبت می‌کنیم. انجام این تست برای یکبار کافیست و در طول بستری نیازی به تکرار ندارد.
نمونهٔ اولیهٔ این آزمون در سال ۱۹۲۹ میلادی توسط ادگار ون نایز آلن توصیف و ابداع شد.